# Paul Otellini
Paul Otellini, né le 12 octobre 1950 à San Francisco et mort le 2 octobre 2017, est un dirigeant d'entreprise américain. Il a été président et CEO d'Intel, poste où lui a succédé Brian Krzanich.

## Biographie
Paul Otellini est titulaire d'une licence d'économie (B.A.) de l'Université de San Francisco (1972) et d'un MBA de l'Université de Berkeley (1974).
Entré chez Intel dès la fin de ses études en 1974, il a occupé plusieurs postes au sein des activités Semiconductor & Systems de la société et s'est occupé des relations avec IBM de 1980 à 1985. En 1985 Paul Otellini est nommé General Manager de l'activité Peripheral Components, puis General Manager de la Folsom Microcomputer Division en 1987. 
Il a été nommé Vice Président d'un Groupe opérationnel en 1988. En 1989, il devient assistant d'Andrew Grove, président et cofondateur d'Intel. Paul Otellini est nommé Général Manager du Microprocessor Products Group en 1990, avant d'être élu Corporate Officer en 1991 puis Senior Vice President en 1993. En mai 1994, il accède au poste de Directeur du Sales et Marketing Group avant d'être promu Executive Vice President en 1996. En janvier 1998, il est nommé General Manager du Intel Architecture Business Group. Il démissionne de son poste en mai 2013,. Il fait partie du conseil d'administration de Google depuis 2004.
Il a su séduire Apple pour que les Macintosh utilisent les processeurs Intel, et a failli imposer Intel en tant que fournisseur de processeur pour les iPhone.